# La conversa di Belfort
La conversa di Belfort (Les Anges du péché) è un film del 1943 diretto da Robert Bresson.
È l'unico film che il regista francese ha girato durante l'occupazione nazista, realizzato dopo la liberazione «da un periodo di prigionia in Germania tra il 1940 e il 1941». Narra di una ragazza che spende il suo noviziato per cercare di recuperare una giovane carcerata rosa da un sentimento di vendetta.

## Trama
Anna Maria Lamaury è una giovane ragazza di nobili sentimenti, ma anche molto orgogliosa. Decide di entrare in convento per il noviziato, durante il quale partecipa ad un programma di riabilitazione delle carcerate, che vengono invitate anche ad entrare in convento come converse.
Vuole riportare sulla retta via una di queste, di nome Teresa, che però, appena uscita di prigione commette un omicidio, quindi tenendo nascosta la verità si reca in convento solo per cercare protezione. Anna Maria si impegna, ma Teresa pare impermeabile ad ogni tentativo di conversione. L'ostinazione di Anna Maria sembra dettata da una questione di orgoglio personale e questo la mette in cattiva luce con madre Giovanna, la madre vicaria.
La novizia viene accusata di essere indisciplinata e finisce col venire espulsa dal convento, nonostante la grande ammirazione che per lei nutre la madre superiora.
Di notte, però, Anna Maria continua segretamente a far ritorno in convento per pregare, finché una notte piovosa rimane svenuta in giardino. Gravemente ammalata riesce, dimostrandosi stavolta molto umile, a far breccia nel cuore di Teresa. Quest'ultima la aiuterà a prendere i voti prima di spirare, dopodiché si consegnerà spontaneamente alla polizia che la sta cercando.

## Produzione
Bresson utilizza tutti attori professionisti come avverrà solo per il successivo Perfidia. La sceneggiatura si è avvalsa del contributo di Raymond Leopold Bruckberger, frate cappellano  di Saint-Germain-des-Prés dell'Ordine domenicano, lo stesso delle suore protagoniste del film. I dialoghi sono realizzati da Jean Giraudoux, che si rivelerà «scrittore fondamentale per comprendere fino in fondo l'opera» di Chris Marker, qualche mese prima della sua morte, quando lo stesso drammaturgo era all'apice della sua gloria. Sono stati sottolineati il tipo di montaggio ellittico, «più di tante altre coeve opere francesi», la capacità del film di valorizzare «la dimensione rituale o straordinaria di ogni sguardo o gesto che descrive, (...) e (...) di depurare il quadro dei segni grafici in eccesso, riportando il dato di realtà su un piano di potente astrazione spirituale».

## Distribuzione
Il film uscì in Francia il 23 giugno 1943, nel 1949 in Germania, nel 1950 negli Stati Uniti e in Italia.